# Stepas Garbačiauskas
Stepas Garbačiauskas (Riga, 17 aprile 1900 – Zurigo, 3 agosto 1983) è stato un calciatore lituano, di ruolo attaccante.

## Carriera

### Club
Ha sempre giocato nel campionato lituano.

### Nazionale
Ha rappresentato la nazionale lituana in occasione delle Olimpiadi del 1924.

## Palmarès

### Club

#### Competizioni nazionali
- Campionato lituano: 1

LFLS Kaunas: 1923